# Eugène Biletsi Onim
Eugène Biletsi Onim (* 8. August 1934 in Mwilambongo, Belgisch Kongo; † 1. Dezember 1997) war ein kongolesischer Geistlicher und römisch-katholischer Bischof von Idiofa.

## Leben
Eugène Biletsi Onim empfing am 29. März 1959 das Sakrament der Priesterweihe.
Am 21. Mai 1970 ernannte ihn der Papst Paul VI. zum Bischof von Idiofa. Der Erzbischof von Kinshasa, Joseph-Albert Kardinal Malula, spendete ihm am 13. September desselben Jahres in Idiofa die Bischofsweihe; Mitkonsekratoren waren der Erzbischof von Luluabourg, Martin-Léonard Bakole wa Ilunga, und der Bischof von Kikwit, Alexander Mbuka-Nzundu.
Papst Johannes Paul II. nahm am 4. November 1994 das von Eugène Biletsi Onim vorgebrachte Rücktrittsgesuch an.